# Roca de la Virgen de los Desamparados
La Roca de la Virgen de los Desamparados es una de las rocas de las festividades del Corpus Christi de la ciudad de Valencia.

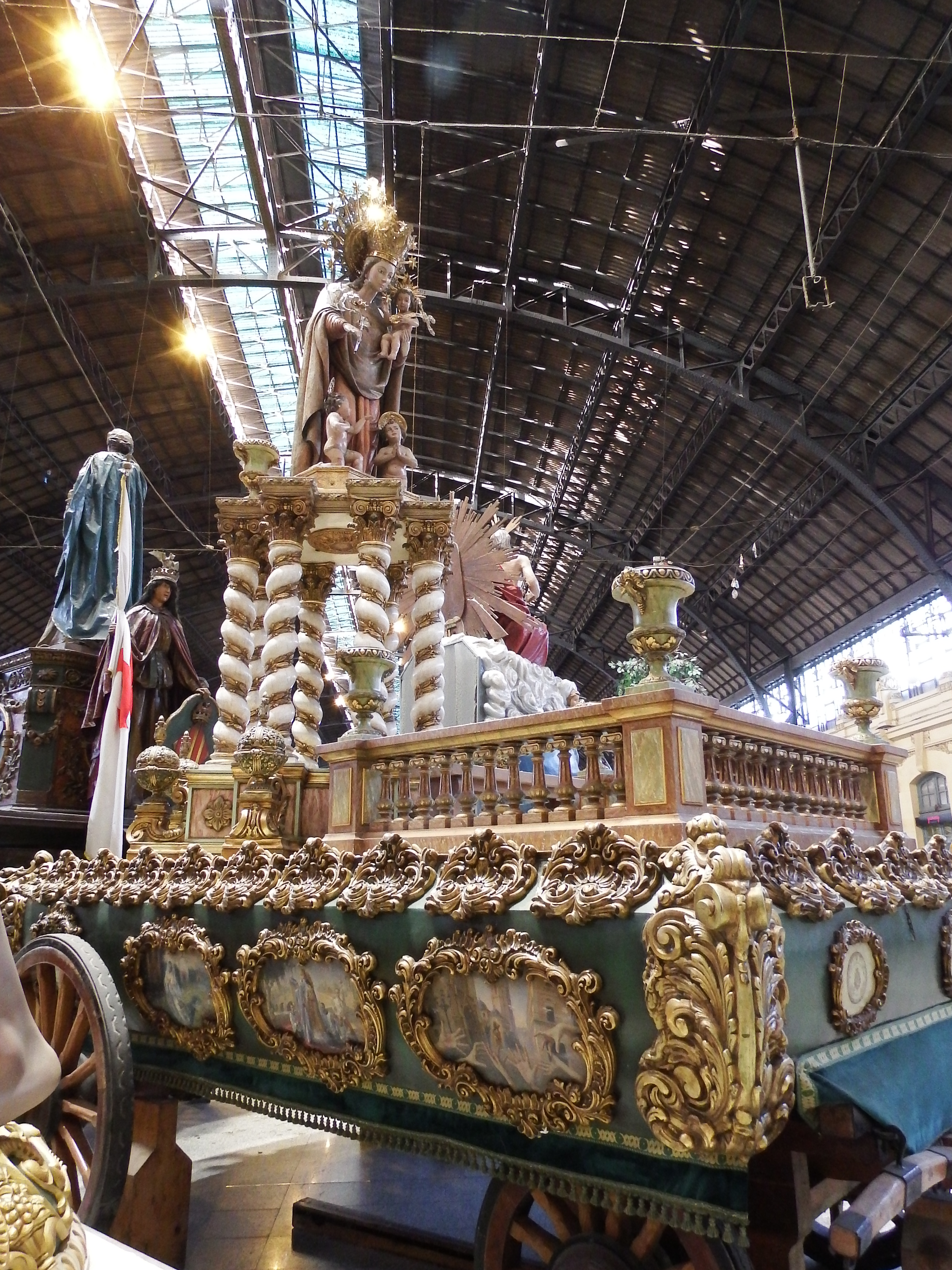
La roca en la Estación del Norte, en 2022

## Historia
La adición de esta roca en 1995 estuvo motivada por la celebración del quinto centenario de la advocación de la Virgen de los Desamparados.
Diseñada por Vicente Marín, a ser financiada por el Ayuntamiento de Valencia y la empresa Sociedad de Agriculores de la Vega de Valencia, entonces contratista de parte de los servicios de limpieza pública de la ciudad.

## Descripción
La imagen de la Virgen está basada en la que se conserva en la Capilla del Capitulet, en la calle del Hospital, es decir, sin los mantos ni la larga cabellera, pero conservando la doble Corona Real y largos pendientes de gusto barroco, el Niño Jesús con la Cruz en su brazo izquierdo y dos inocentes a sus pies.
Los medallones representan alusiones a la protección de la Virgen a los valencianos desde la fundación de la Cofradía de "Sancta Maria dels Ignoscens" -titular originaria de la Capilla del Capitulet- en 1414 por el Padre Jofré.
La balaustrada fue hecha en fibra de vidrio por la empresa Vicente Luna Cerveró Valencia, c. b. Su altura es de 30 centímetros de alto.